# Fizjologia patologiczna

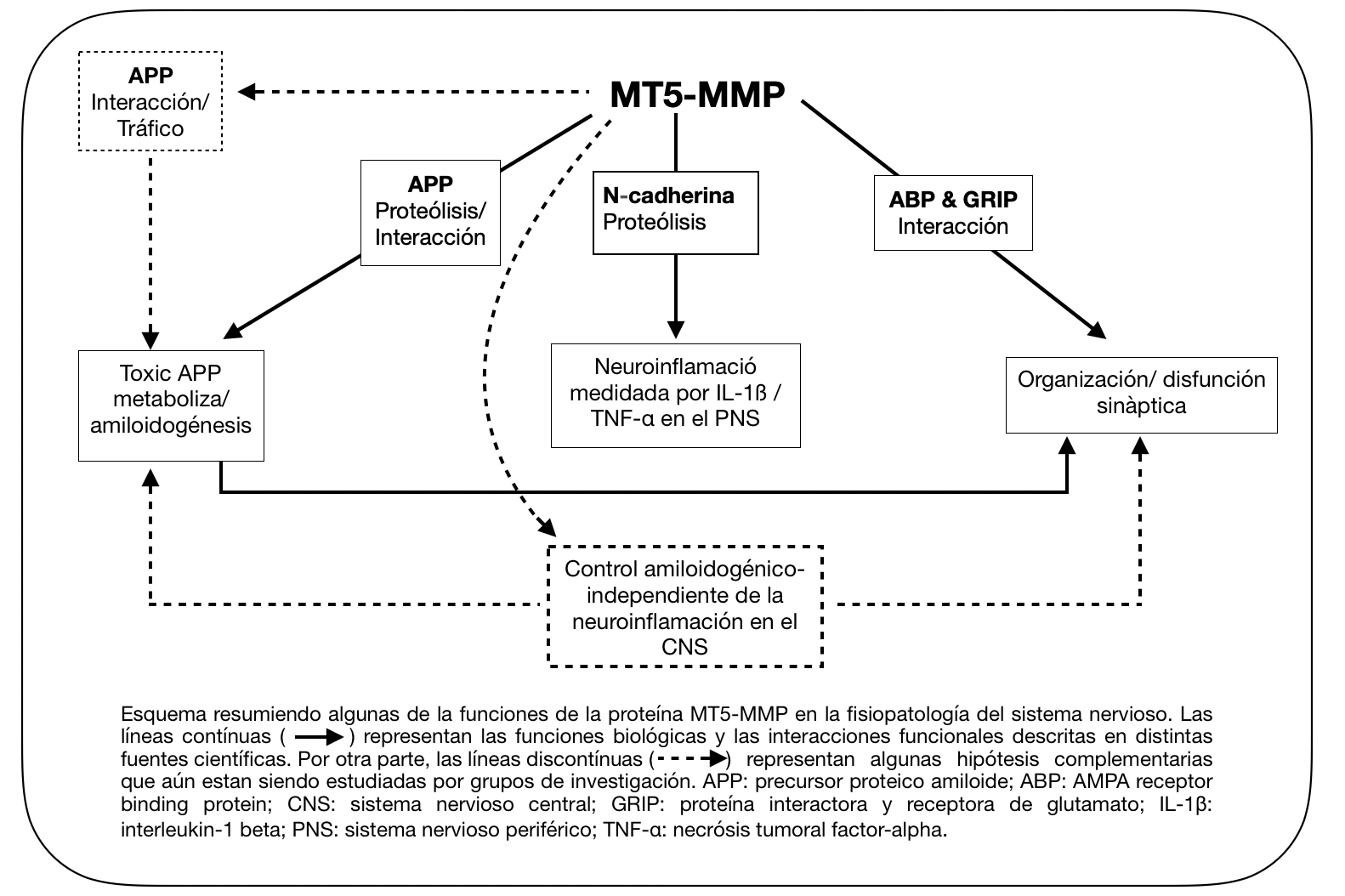
Schemat głównych znanych i badanych funkcji białka MT5-MMP w patofizjologicznym układzie nerwowym.

Fizjologia patologiczna, patofizjologia – dział fizjologii i patologii, zajmujący się badaniem zmian i zaburzeń w pracy komórek, narządów i układów (pokarmowego, nerwowego, limfatycznego itd.) organizmu będących wynikiem choroby.

## Rys historyczny
Na przestrzeni wieków istotę choroby ujmowały liczne hipotezy wychodzące z przeciwstawnych założeń: idealistycznych lub realistycznych, spirytualistycznych lub materiaistycznych, czynnościowych lub morfologicznych, starając się określić to zjawisko i sprowadzić je do zaburzeń najbardziej podstawowych procesów życiowych.
Pierwszą pełną teorię choroby - humoralną - stworzył największy lekarz starożytności Hipokrates z Kos (około 460 - 377 r. p.n.e.). Za podstawowe substancje organizmu uznał on cztery soki: śluz, krew, żółć i tzw. czarną żółć (wytwarzaną jego zdaniem - w śledzionie). Prawidłowy stosunek tych płynów miał decydować o prawidłowych czynnościach organizmu, natomiast przewaga któregoś z nich miała wywoływać chorobę. Mimo iż współczesna medycyna jest daleka od przyjęcia koncepcji Hipokratesa, to o jej żywotności świadczą niektóre założenia akceptowane przez wielkich lekarzy XIX i XX wieku - Rokitansky'ego i Pawłowa - oraz duże analogie z dzisiejszą nauką o konstytucjach (temperamentach) człowieka: sangwinistycznej (łac. sangius - krew), flegmatycznej (gr. phlegma - śluz), cholerycznej (gr. chole - żółć) i melancholicznej (gr. melas chole - czarna żółć).
Przeciwstawną teorię stworzył rzymski lekarz i filozof Asklepiades Odrzucił on tłumaczenie choroby "niepomyślnym stanem soków" i przyjął, że jest ona skutkiem zmiany w atomach i przestrzeniach międzyatomowych; uznał przy tym za największe te zmiany, które zachodzą w stałych częściach organizmu. Teoria ta, zwana solidystyczną (łac. solidus - stały, twardy), była pierwszą teorią komórkową, tłumaczącą zjawiska chorobowe.